# 5811 Keck
5811 Keck este un asteroid din centura principală de asteroizi.

## Descriere
5811 Keck este un asteroid din centura principală de asteroizi. A fost descoperit pe 19 mai 1988 la Observatorul Palomar de Eleanor Francis Helin. El prezintă o orbită caracterizată de o semiaxă mare de 2,60 ua, o excentricitate de 0,30 și o înclinație de 10,3° în raport cu ecliptica.